# Monistrol-sur-Loire

Monistrol-sur-Loire este o comună în departamentul Haute-Loire, Franța. În 2009 avea o populație de 8,677 de locuitori.